# Аніка Ноні Роуз
Аніка Ноні Роуз (англ. Anika Noni Rose; нар. 6 вересня 1972) — американська акторка та співачка. Найбільш відома ролями у фільмах «Дівчата мрії» та «Принцеса і жаба».

## Біографія
Народилася в Блумфілді у штаті Коннектикут. Вперше на сцені з'явилася на шкільному спектаклі. Закінчила Флоридський університет зі ступенем бакалавра, пізніше вивчала драму в Американському консервативному театрі в Сан-Франциско.

## Кар'єра
Через три місяці після переїзду до Нью-Йорка отримала роль у мюзиклі «Вільний». Далі зіграла роль дочки Керолайн у фільмі «Керолайн, або зміна». У 2004 році була удостоєна театральної премії миру в номінації «Видатна акторк» та премії «Тоні» за найкращу жіночу роль у мюзиклі «Кароліна, або зміна». 
Дебютувала в кіно в 1999 році у фільмі «Гра в лото». 2003 року виконала роль Каї у фільмі «Від Джастіна до Келлі». 2004 року з'явилася у фільмі « Пережити Різдво» як співачка у хорі. У 2006 році знялася у фільмі «Дівчата мрії» разом з Бейонсе, Дженніфер Гадсон, Джеймі Фокс та Едді Мерфі. Також Роуз з'явилася у фільмах «Просто додай води», «Бритва», у мультфільмі «Принцеса і жаба». У 2010 році зіграла Ясмін у фільмі «Пісні про кохання». Критика описала її роль як «найжорстокішу» .
У 2016 році знялася в мінісеріалі Roots, рімейку однойменного мінісеріалу 1977 року. Вона виконала роль Кіззі, яку зіграла Леслі Аггамс в оригінальному серіалі.